# Federturismo Confindustria
Federturismo Confindustria è la Federazione Nazionale dell'Industria dei Viaggi e del Turismo del sistema Confindustria.
Essa rappresenta la filiera produttiva dell'industria del turismo. Ad essa aderiscono attualmente 25 organizzazioni di categoria, 5 soci impresa e numerose associazioni territoriali.

## La Federazione
Federturismo Confindustria è stata costituita nel maggio 1993 per iniziativa di 18 soci costituenti: Federsicilia, Associazione Provinciale Albergatori di Salerno, Associazione Industriali di Rimini e circondariato, Associazione Industriale della Provincia di Sassari, UCINA, Gardaland, Federterme, Agens, Assolombarda, A.N.I.T.- AMA, Anef, Federalberghi - Riviera dei Fiori, Associazione Albergatori Elbani, ENAT (ora ANAV), Costa Crociere, Associazione Industriali di Ravenna, Associazione Industriali di Venezia, Associazione Provinciale Albergatori di Agrigento
È stata riconosciuta come Federazione di settore dalla Giunta di Confindustria il 25 maggio 1995. Come Presidente di Federazione di settore, il Presidente di Federturismo Confindustria è componente di diritto della Giunta di Confindustria.
I soci di Federturismo Confindustria sono 91, rappresentativi della filiera produttiva dell'industria del turismo.
La Federazione ha titolarità sindacale.
Il CCNL per i dipendenti delle aziende del sistema Federturismo Confindustria è stato rinnovato il 3 febbraio 2008.
Federturismo Confindustria ha un ufficio a Bruxelles per le relazioni con i servizi dell'Unione europea e la rappresentanza europea dell'industria del turismo.